# ニュングェ国立公園

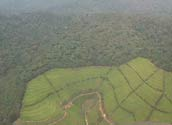
ニュングェ森林

ニュングェ国立公園（Nyungwe Forest National Park）は、ルワンダ共和国南西部にある国立公園である。2023年にルワンダ初の世界遺産となった。

## 地理
この国立公園はルワンダの南部州と西部州の境界上にあり、ブルンジとの国境に近いキブ湖の南側に位置する。設立されたのは2004年のことであり、多雨林、竹林、草原、沼地、ボグなど計970 km²の面積を擁する。最寄の都市はチャンググであり、公園から西へ54 kmの場所にある。また、ビググ山（Mount Bigugu）は国立公園の境界内側に位置している。
2006年にイギリスの探検隊がニュングェ森林にナイル川の源流を発見したと発表した。

## 動植物
ニュングェ国立公園はアフリカにおける野生動植物の重要な保護区でもあり、多様な生物が生息している。この公園は、複数の大規模な生物地理区となっているほか、種々の陸上生物群系に対し多種多様な微小生息域を供給する地域に位置づけられている。
園内には、アフリカ全体の25%にあたる13種の霊長類が生息するほか、317種の鳥類、1068種の植物、85種の哺乳類（ヒルキクガシラコウモリ（Rhinolophus hilli）を含む）、32種の両生類、38種の爬虫類の生息が知られている。これらの種の多くは、アフリカのアルバーティーン地溝帯のみに生息する生息地域限定種である。なお、アルバーティーン地溝帯域における生物層の調査の結果、他の地域と比較し本地域からは、より多くの固有種が発見・報告されている。

### 生息する霊長類
- チンパンジー（Pan troglodytes、特に亜種のケナガチンパンジー（英語版） Pan troglodytes schweinfurthii[1]）
- アンゴラコロブス（英語版）の亜種のルウェンゾリコロブス（英語版）（Colobus angolensis ruwenzori）
- ロエストモンキー（Cercopithecus lhoesti）
- シルバーグエノン（英語版）（Cercopithecus doggetti）
- ヴィルンガゴールデングエノン（英語版）（Cercopithecus kandti）[1]
- フクロウグエノン（英語版）（Cercopithecus hamlyni）
- アカオザル（Cercopithecus ascanius）
- デントグエノン（英語版）（Cercopithecus denti）
- ベルベットモンキー（英語版）（Chlorocebus pygerythrus）
- アヌビスヒヒ（Papio anubis）
- ホオジロマンガベイ（英語版）（Lophocebus albigena）

## 世界遺産

### 登録基準
この世界遺産は世界遺産登録基準のうち、以下の条件を満たし、登録された（以下の基準は世界遺産センター公表の登録基準からの翻訳、引用である）。
- (10) 生物多様性の本来的保全にとって、もっとも重要かつ意義深い自然生息地を含んでいるもの。これには科学上または保全上の観点から、すぐれて普遍的価値を持つ絶滅の恐れのある種の生息地などが含まれる。